# Caddos
Pour les articles homonymes, voir Caddo.
Les Caddos, ou anciennement les Cadodaquios, sont une nation, ou groupe de tribus, d'Amérindiens qui, au XVIe siècle, occupaient une grande partie de ce qui est devenu l'est du Texas, l'ouest de la Louisiane et des parties du sud de l'Arkansas et de l'Oklahoma. Les Caddos se composaient historiquement de trois confédérations d'au moins 25 tribus différentes et parlaient une variété de dialectes des langues caddoanes. Aujourd'hui les Caddos forment une tribu unique avec leur capitale à Binger dans l'Oklahoma.

## Histoire
Les traditions orales des Caddos suggèrent qu'ils ont développé leur culture en Arkansas et qu'ils se sont étendus vers le sud et l'ouest ensuite. Autrefois, les Wichitas et les Pawnees faisaient partie de la même nation que les Caddos, ce qui est démontré par le fait que ces tribus parlent des langues caddoanes. Entre 500 et 800, les Caddos se démarquèrent et formèrent une nation distincte.
Les tribus caddos étaient divisées en trois confédérations, qui étaient liées par une langue commune : les Hasinais, les Cadodaquious et les Natchitoches. Les Hasinais et les Kadohadachos occupaient l'est du Texas et les Natchitoches le nord-ouest de la Louisiane. Les Haisinais vivaient sur un domaine s'étendant de Nacogdoches (Texas), qui était à l'origine un établissement caddo, à la rivière Neches. Les Kadohadachos s'étaient établis sur le domaine entre le lac Caddo et la rivière Rouge. Les Nachitoches habitaient aux alentours de Natchitoches (Louisiane), qui était à l'origine un établissement caddo, et dans la vallée de la rivière Cane.
Plus au Nord, les premiers explorateurs français arpentant cette région de la Louisiane française, entrèrent en contact avec le chef des Caddos, dénommé Roi Campti. Les registres paroissiaux à Natchitoches montrent que le Père Valentin visita la communauté amérindienne du chef Campti vers 1745, et ce fut la première trace écrite de l'existence du nom Campti. En 1788, un poste de traite fut établi par le trappeur et coureur de bois François Grappe, le long de la rivière Rouge du Sud sur le site de l'actuelle ville de Campti et sur le territoire des Caddos.
Les Caddos rencontrèrent les Européens pour la première fois en 1542 lorsque l'expédition de Hernando de Soto traversa leurs terres. Avec l'arrivée de missionnaires d'Espagne et de France se déclencha une épidémie de petite vérole qui décima la population. Les Caddos invitèrent les missionnaires européens à revenir et à leur retour une épidémie plus terrible encore réduit la population à seulement 1 000 individus.
En 1859, l'État du Texas déporta les Caddos survivants de leur territoire sur une réserve en Oklahoma, et en 1874 les Caddos s'unifièrent officiellement en tant que tribu distincte.

## Population
La population totale caddo était de 200 000 vers 1500, 8 000 vers 1700 et 3 371 vers 1990. On trouve des populations significatives en Arkansas, en Louisiane, en Oklahoma et au Texas.
Historiquement, il existait trois langues caddo distinctes. Aujourd'hui, les Caddos parlent une seule langue caddo, parallèlement avec l'anglais.

## Géographie

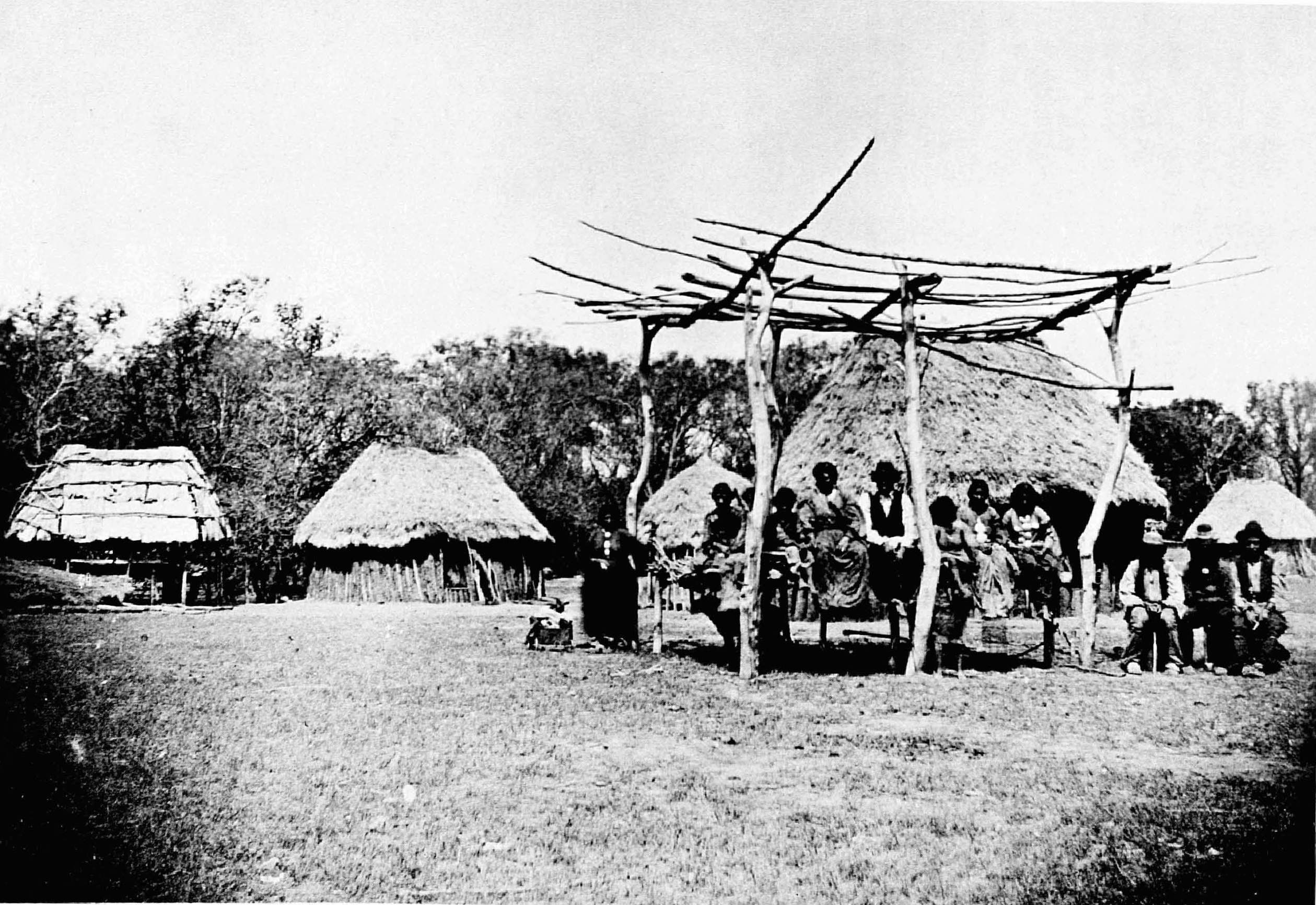
Village caddo photographié par William Stinson Soule.

Le territoire caddo s'étendait des Piney Woods jusqu'aux contreforts des monts Ozarks. Les Piney Woods sont une forêt dense d'arbres à feuilles caduques et de conifères recouvrant des collines, des vallées escarpées, et des zones humides appelées bayous. Quelques villages caddos se sont réinstallés, dont la communauté de Elysian Fields (Texas), et Nacogdoches et Nachitoches qui ont tous deux conservé leur nom original. Les Caddos ont été progressivement poussés vers l'ouest jusqu'à ce qu'ils atteignent l'ouest de l'Oklahoma. Les plaines sèches forment un contraste avec les riches forêts montagneuses qui étaient leur patrie.

## Institutions

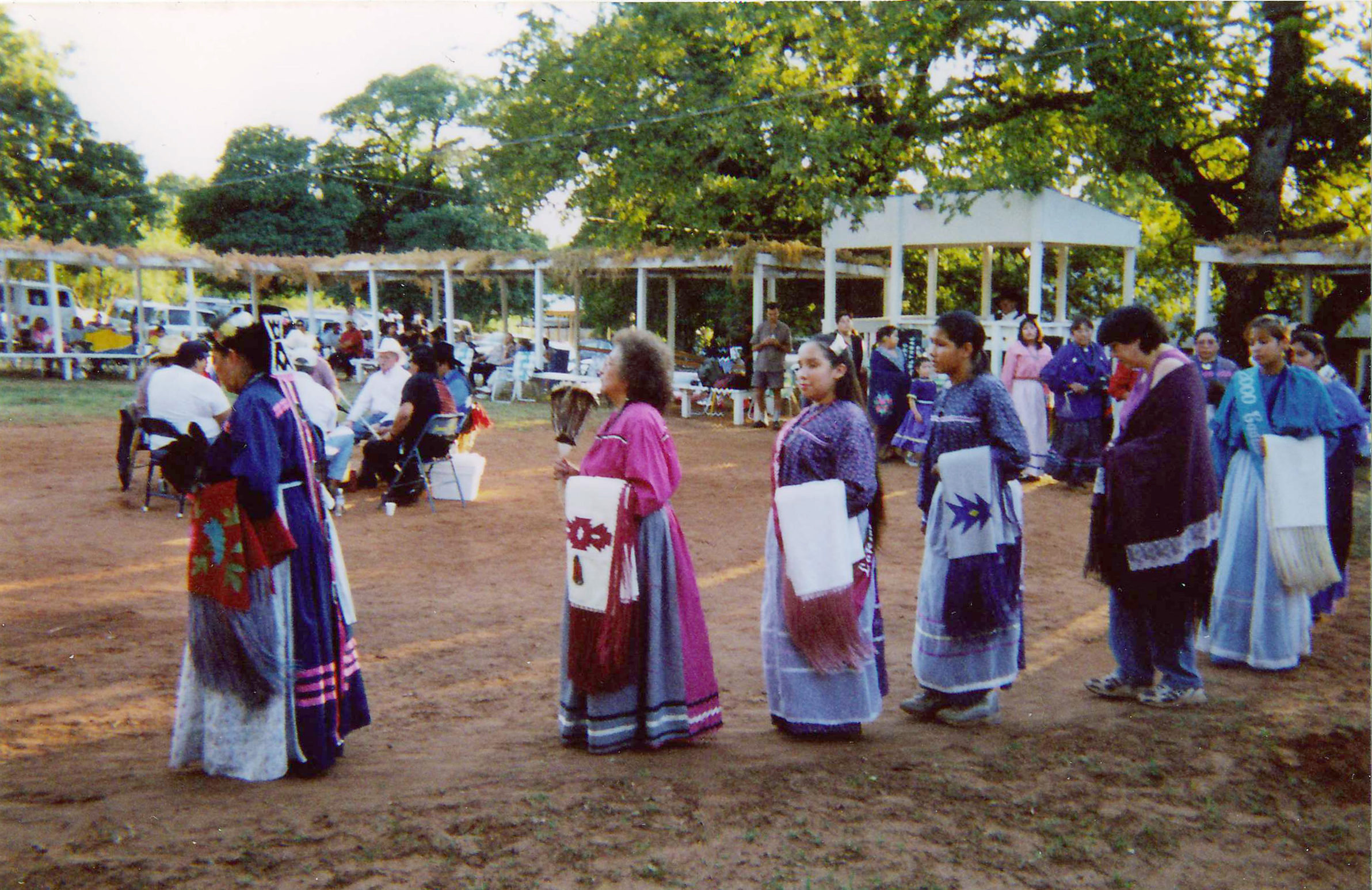
Danse traditionnelle caddo dans la ville de Binger dans l'Oklahoma.

La tribu Caddo d'Oklahoma est une tribu reconnue au niveau fédéral. Elle envisage actuellement de changer son nom officiel en Nation Caddo d'Oklahoma. Une constitution tribale, adoptée en 1938 et révisée en 1976, définit un conseil tribal consistant en huit membres dont un président et basé à Binger dans l'Oklahoma. Ce conseil entretient les centres administratifs, des terrains de danse, et divers centres communautaires. Il existe différents programmes destinés à revigorer les traditions caddos.